# Джами ат-таварих (Кадыр-Али-бек)
«Джами ат-таварих» — произведение Кадыр-Али-бека, написанное в 1602 году в Касимове на тюрки. Включает в себя сокращённый перевод «Джами ат-таварих» Рашид ад-Дина.

## История изучения
Данный источник не был известен до начала XIX века, когда он был передан Ибрагимом Хальфиным в библиотеку Казанского университета. Позднее этот список был увезён в Петербург и стал известен в научных кругах как «санкт-петербургский». Второй список текста, считающийся наиболее полным, известный сейчас как «казанский» был найдет Гали Рахимом в 1922 году в библиотеке Галимжана Баруди, куда он попал от его супруги Гайши Шакуловой, которая сама была родом из Касимова. По его словам, этот текст — единственный из всех древних татарских источников, имеющий точную датировку. Гали Рахим также нашёл третий список в селении Кышкары в 1927 году, именующийся «кышкарским». Рысбеком Алимовым были найдены два так называемых «лондонских» списка, опубликованные в 2022 году. Он также установил, что некий «парижский» список, ранее считавшийся работой Кадыр-Али-бека, не является таковой.
Оригинальное название сочинения Кадыр-Али-бека неизвестно, а название «Джами ат-таварих» является лишь калькой с оригинального сочинения Рашит ад-Дина, использовать которое предложил востоковед И. Н. Березин.
Историк Лилия Байбулатова предполагает, что Кадыр-Али-бек не был автором данного произведения, а лишь переписчиком, а само произведение написано чуть ранее 1602 года.

## Содержание
«Джами ат-таварих» композиционно состоит из трех частей:
1. «Вступление» — хвала царю Борису Федоровичу Годунову, сюзерену Касимовского ханства.
2. Сокращённый перевод «Джами ат-таварих» Рашид ад-Дина с персидского языка
3. Оригинальная часть, состоящая из девяти дастанов, которые посвящены ханам Золотой Орды и темнику Идегею[7].

Целью данного сочинения, как указывает сам автор в конце, является воздать должное Борису Годунову и рассказать о благосклонном отношении к Ураз-Мухаммеду со стороны русского царя. Восхваление Бориса Годунова описывается на пяти страницах, при этом внимание Ураз-Мухаммеду уделяется лишь в небольшом абзаце. Существует версия, что заказчиком «Джами ат-таварих» мог выступать и сам Ураз-Мухаммед, для того, чтобы утвердить свою легитимность на престоле как потомок Чингизхана.

## Язык сочинения
Среди современных исследователей, проводивших подробный лингвистический анализ сочинения, существуют три мнения относительно разновидности языка тюрки, на которой написан «Джами ат-таварих»:
- Чагатайский язык — автор Рысбек Алимов (работа 2005 года)[9].
- Староказахский язык (вариант чагатайского языка) — автор Р. Г. Сыздыкова (работа 2015 года)[10].
- Старотатарский язык — автор З. А. Хисамиева (работа 2022 года)[11].